# Orphans: Brawlers, Bawlers & Bastards
Pour les articles homonymes, voir Orphan.
Albums de Tom Waits
Real Gone
(2004) Glitter and Doom Live
(2009)
Orphans: Brawlers, Bawlers & Bastards est un triple album de Tom Waits sorti en novembre 2006.

## Historique
S'étalant sur trois CD, l'album est une collection de matériel inédit datant des deux dernières décennies . 
“56 Songs - 30 New Recordings”.
En ajoutant de nouveaux enregistrements et ré-enregistrements de certains titres, Tom Waits propose un album riche et plein de raretés, accompagné par un livre de 94 pages.

## Liste des chansons
Toutes les chansons sont de Tom Waits et Kathleen Brennan, sauf mention contraire.

### Brawlers
Sur BRAWLERS (“Bagarreurs”) on trouve Tom Waits passionné pour le blues-rock, des titres rapides, - depuis Swordfishtrombones - il n’hésite pas à supplicier instruments et voix jusqu’au meilleur.
1. Lie to Me
2. Lowdown
3. 2:19
4. Fish in the Jailhouse
5. Bottom of the World
6. Lucinda
7. Ain't Goin' Down to the Well (Leadbelly, John Lomax, Alan Lomax)
8. Lord I've Been Changed (trad. arr. Waits/Brennan)
9. Puttin' on the Dog
10. Road to Peace
11. All the Time
12. The Return of Jackie and Judy (Joey Ramone, Johnny Ramone, Dee Dee Ramone)
13. Walk Away – 2:43
14. Sea of Love (Phil Phillips, George Khoury)
15. Buzz Fledderjohn
16. Rains on Me (Waits, Chuck E. Weiss)

### Bawlers
BAWLERS ("Brailleurs") est rempli de ballades et d'histoires, de mélodies nues interprétées par une voix rauque et son style singulier.
1. Bend Down the Branches
2. You Can Never Hold Back Spring
3. Long Way Home
4. Widow's Grove
5. Little Drop of Poison
6. Shiny Things
7. World Keeps Turning
8. Tell it to Me
9. Never Let Go
10. Fannin Street, homonyme d'une chanson de Leadbelly
11. Little Man (Teddy Edwards)
12. It's Over, homonyme d'une chanson de Roy Orbison
13. If I Have to Go
14. Goodnight Irene (Leadbelly, Gussie L. Davis)
15. The Fall of Troy
16. Take Care of All My Children
17. Down There by the Train, reprise par Johnny Cash
18. Danny Says (Joey Ramone, Johnny Ramone, Dee Dee Ramone)
19. Jayne's Blue Wish, chanson dans laquelle il cite Johnny Cash : Life is a path made only by the light of those I love[1]
20. Young at Heart (Carolyn Leigh, Johnny Richards)

### Bastards
BASTARDS ("Bâtards") est le disque le plus expérimental : des morceaux tordus, le spoken-word (texte parlé), où il raconte ses histoires absurdes et obscures, ou encore, il récite des textes signés Kerouac, Burroughs, Bukowski.
1. What Keeps Mankind Alive? (Kurt Weill/Bertolt Brecht) (extrait de Threepenny Opera)
2. Children's Story (extrait de Woyzeck de Georg Buchner)
3. Heigh Ho (Churchill / Morey)
4. Army Ants
5. Books of Moses (Skip Spence)
6. Bone Chain
7. Two Sisters (traditional, arr. de Waits/Brennan)
8. First Kiss
9. Dog Door (Waits/Brennan/Mark Linkous) (avec Sparklehorse)
10. Redrum
11. Nirvana (texte de Charles Bukowski)
12. Home I'll Never Be (texte de Jack Kerouac)
13. Poor Little Lamb (Kennedy/Waits)
14. Altar Boy
15. The Pontiac
16. Spidey's Wild Ride
17. King Kong (Daniel Johnston)
18. On the Road (texte de Jack Kerouac)
19. Dog Treat (Bonus)
20. Missing My Son (Bonus)

## Musiciens
| - Tom Waits – chant, guitare, pump organ, claviers, percussions - Dave Alvin – guitare - Anges Amar – whistles - Ara Anderson – trompette - Ray Armando – percussions - Bobby Baloo – Cowbell, boulders - Bobby Black – steel guitare - Michael Blair – batterie, percussions - Andrew Borger – percussions - Bryan Mantia – percussions - Matt Brubeck – basse - Dan Cantrell – accordéon - Ralph Carney – saxophone - Crispin Cioe – saxophone - Bent Clausen – banjo, piano - Les Claypool – basse - Jimmy Cleveland – trombone - Harry Codyc – banjo - Greg Cohen – basse - Eddie Davis – banjo - Darrel Devore – circular violin - Seth Ford-Young – basse | - Steve Foreman – percussions - Mitchell Froom – chamberlin - Bob Funk – trombone - Joe Gore – guitare - Chris Grady – trompette - Brett Gurewitz – guitare - Ron Hacker – guitare - John_P._Hammond – harmonica - Arno Hecht – saxophone - Billy Higgins – batterie - Art Hillery – piano - Stephen Hodges – percussions - Bart Hopkins – bamboo clarinette - Trevor Horn – basse - Carla Kihlstedt – violon - Guy Klucevsek – accordéon - Gary Knowlton – claviers - Mike Knowlton – guitare - Larry LaLonde – guitare - Adam Lane – basse - Mark Linkous – guitare, basse, batterie - Paul "Hollywood" Litteral – trompette | - Charlie Musselwhite – harmonica - Tom Nunn – The Bug - Eric Perney – basse - Nic Phelps – cor - Dan Plonsey – clarinette - Steve Prutsman – piano - Marc Ribot – guitare - Bebe Risenfors – clarinette - Gino Robair – percussions - That 1 Guy : Mike Silverman – basse - Jeff Sloan – percussion - Nolan Smith – trompette - Matthew Sperry – basse - Colin Stetson – saxophone - Larry Taylor – bass - Francis Thumm – piano - Leroy Vinnegar – basse - Casey Waits – batterie - Sullivan Waits – guitare - Richard Waters – waterphone - Tom Yoder – trombone |